# معين المدى

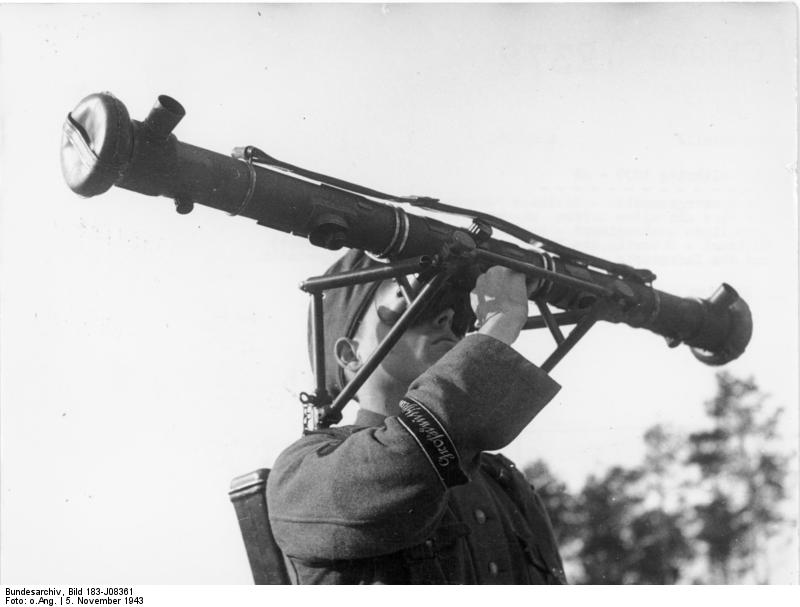
معين مدى مجسامي محمول يعود إلى الحرب العالمية الثانية

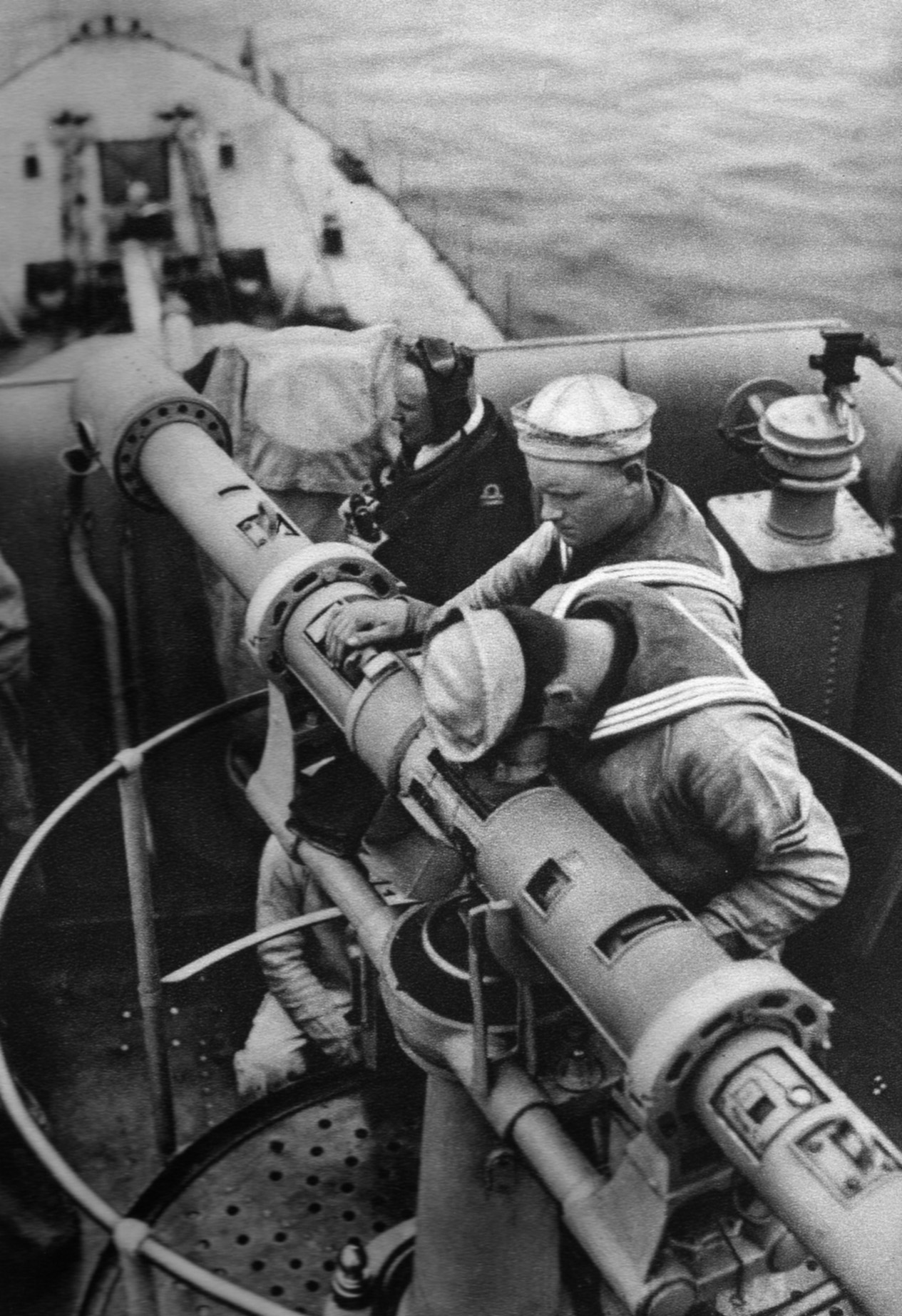
معين المدى الانطباقي للمدمرة البولندية أو إر بي ويتشر

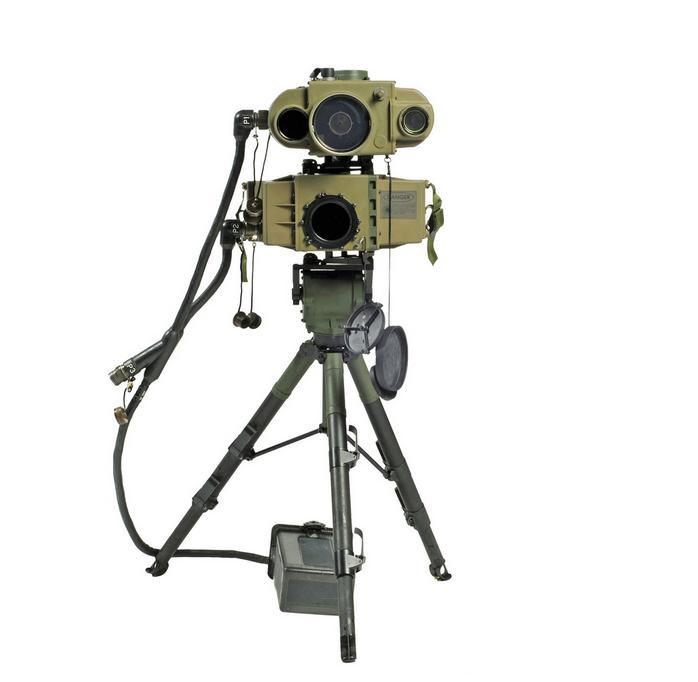
معين مدى ليزري

مُعيِّن المدى أو قائس المدى هو جهاز يستخدم لقياس المسافات إلى الأشياء البعيدة. كانت في الأصل أجهزة بصرية تستخدم في المساحة، وسرعان ما وجدت تطبيقات في مجالات أخرى، مثل التصوير الضوئي والجيش والسفر إلى الفضاء. كانت مفيدة خصوصًا في تعيين مدى الهدف، كما هو الحال في المدفعية البحرية والمدفعية المضادة للمركبات الجوية [الإنجليزية].